# Васильково (Зеленоградський район)
Васильково (рос. Васильково, нім. Kirschnehnen) — селище Зеленоградського району, Калінінградської області Росії. Входить до складу Ковровського сільського поселення.
Населення — 103 особи (2015 рік).

## Населення
| 2002 | 2010 |
| ---- | ---- |
| 98   | ↗103 |